# PIPE
パイプ（PIPE、英語:Private Investment in public equity）は、株式の募集・売出の際に、限定された投資家に募集・売出を行う私募の方式のことを言う。PIPEsとも呼ばれる。
すでに上場されている株式について行われる募集・売出は、通常、公募の方式で行われる。しかし、公募には相当のコストと時間を要し、機動性に欠けることがある。そこで、証券取引法に認められている条件の範囲内で、限定された投資家に対して、私募の形式で行うことがあり、それを一般にパイプと呼んでいる。私募で行うことにより、発行企業にとっては公募に比して機動的に資金調達ができ、また投資家にとっても市場価格（時価）よりも割安な価格でまとまった株数を取得することができ、また上場株式であればExit（売却等）もたやすいことはメリットである。他方、時価を下回る価格での第三者への株式発行は有利発行となる場合があり、その場合には株主総会の特別決議が必要であること、既存株主持分の大きな希薄化を招きかねず、十分な説明が必要であること、投資家にとっても全株を取得する場合と異なり、他の一般株主が残る状態での投資となり、投資先企業に対するコントロールが限定されることは留意点である。